# Aartsbisdom Medellín
Het aartsbisdom Medellín (Latijn: Archidioecesis Medellensis) is een rooms-katholiek aartsbisdom met als zetel Medellín, in Colombia. De aartsbisschop van Medellín is metropoliet van de kerkprovincie Medellín, waartoe ook de volgende suffragane bisdommen behoren:
- Caldas
- Girardota
- Jericó
- Sonsón-Rionegro

## Geschiedenis
Het aartsbisdom werd opgericht op 14 februari 1868, als het bisdom Medellín-Antioquía, uit delen van het opgeheven bisdom Antioquía, en was suffragaan aan het aartsbisdom Bogotá. Op 29 januari 1873 werd het hernoemd naar bisdom Medellín, en splitste het nieuw opgerichte bisdom Antioquía zich af. Op 24 februari 1902 werd het verheven tot metropolitaan aartsbisdom. 

## Parochies
Het aartsbisdom had in 2021 een oppervlakte van 718 km2 en telde 3.863.087 inwoners waarvan 79,8% rooms-katholiek was.

## Ordinarii

### Bisschoppen
- Valerio Antonio Jiménez (13 maart 1868 - 29 mei 1873)
- José Joaquín Isaza Ruiz (29 mei 1873 - 29 december 1874; coadjutor sinds 22 november 1869)
- José Ignacio Montoya Peláez (7 april 1876 - 15 juli 1884)
  - Francesco Saverio Zaldúa (hulpbisschop: 25 september 1882 - Niet in bezit genomen)
  - Mosé Higuera (hulpbisschop: 4 maart 1884 - 25 september 1915)
- Bernardo Herrera Restrepo (27 maart 1885 - 4 juni 1891)

### Aartsbisschoppen
- Joaquín Pardo y Vergara (1 februari 1892 - 14 november 1904)
- Manuel José Caicedo Martínez (14 december 1905 - 22 juni 1937)
- Tiberio de Jesús Salazar y Herrera (22 juni 1937 - 4 maart 1942; coadjutor sinds 7 juli 1932)
- Joaquín Garcia Benitez (14 mei 1942 - 28 november 1957)
  - Buenaventura Jáuregui Prieto (hulpbisschop: 5 december 1951 - 8 december 1957)
- Tulio Botero Salazar (8 december 1957 - 2 juni 1979)
  - Miguel Antonio Medina y Medina (hulpbisschop: 1959 - 23 maart 1964)
  - Octavio Betancourt Arango (hulpbisschop: 23 november 1970 - 10 november 1975)
- Alfonso López Trujillo (2 juni 1979 - 9 januari 1991; coadjutor sinds 22 mei 1978, kardinaal in 1983)
  - Rodrigo Arango Velásquez (hulpbisschop: 29 januari 1981 - 17 januari 1985)
  - Fabio Betancur Tirado (hulpbisschop: 24 mei 1982 - 29 maart 1984)
  - José Roberto López Londoño (hulpbisschop: 24 mei 1982 - 9 mei 1987)
  - Abraham Escudero Montoya (hulpbisschop: 22 mei 1986 - 30 april 1990)
  - Carlos Prada Sanmiguel (hulpbisschop: 20 januari 1988 - 21 juni 1994)
- Héctor Rueda Hernández (7 november 1991 - 13 februari 1997)
  - Tulio Duque Gutiérrez (hulpbisschop: 7 oktober 1993 - 18 maart 1997)
  - Darío de Jesús Monsalve Mejía (hulpbisschop: 7 oktober 1993 - 25 juli 2001)
- Alberto Giraldo Jaramillo (13 februari 1997 - 16 februari 2010)
  - Orlando Antonio Corrales García (hulpbisschop: 28 januari 1998 - 9 april 2001)
  - Gonzalo de Jesús Rivera Gómez (hulpbisschop: 28 januari 1998 - 16 februari 2010)
  - Gilberto Jiménez Narváez (hulpbisschop: 20 maart 2001 - 25 februari 2012)
  - Víctor Manuel Ochoa Cadavid (hulpbisschop: 24 januari 2006 - 24 januari 2011)
  - Jorge Iván Castaño Rubio (hulpbisschop: 16 februari 2001 - 25 november 2010)
- Ricardo Antonio Tobón Restrepo (16 februari 2010 - heden)
  - Hugo Alberto Torres Marín (hulpbisschop: 4 mei 2011 - 29 september 2015)
  - Edgar Aristizábal Quintero (hulpbisschop: 4 mei 2011 - 4 mei 2017)
  - Elkin Fernando Álvarez Botero (hulpbisschop: 28 mei 2012 - 22 oktober 2020)
  - José Mauricio Vélez García (hulpbisschop: 17 januari 2017 - heden)

## Galerij van afbeeldingen

Wapen van het aartsbisdom Medellín
Kaart van de kerkprovincie Medellín
Territoriale ontwikkeling van het (aarts)bisdom Medellín
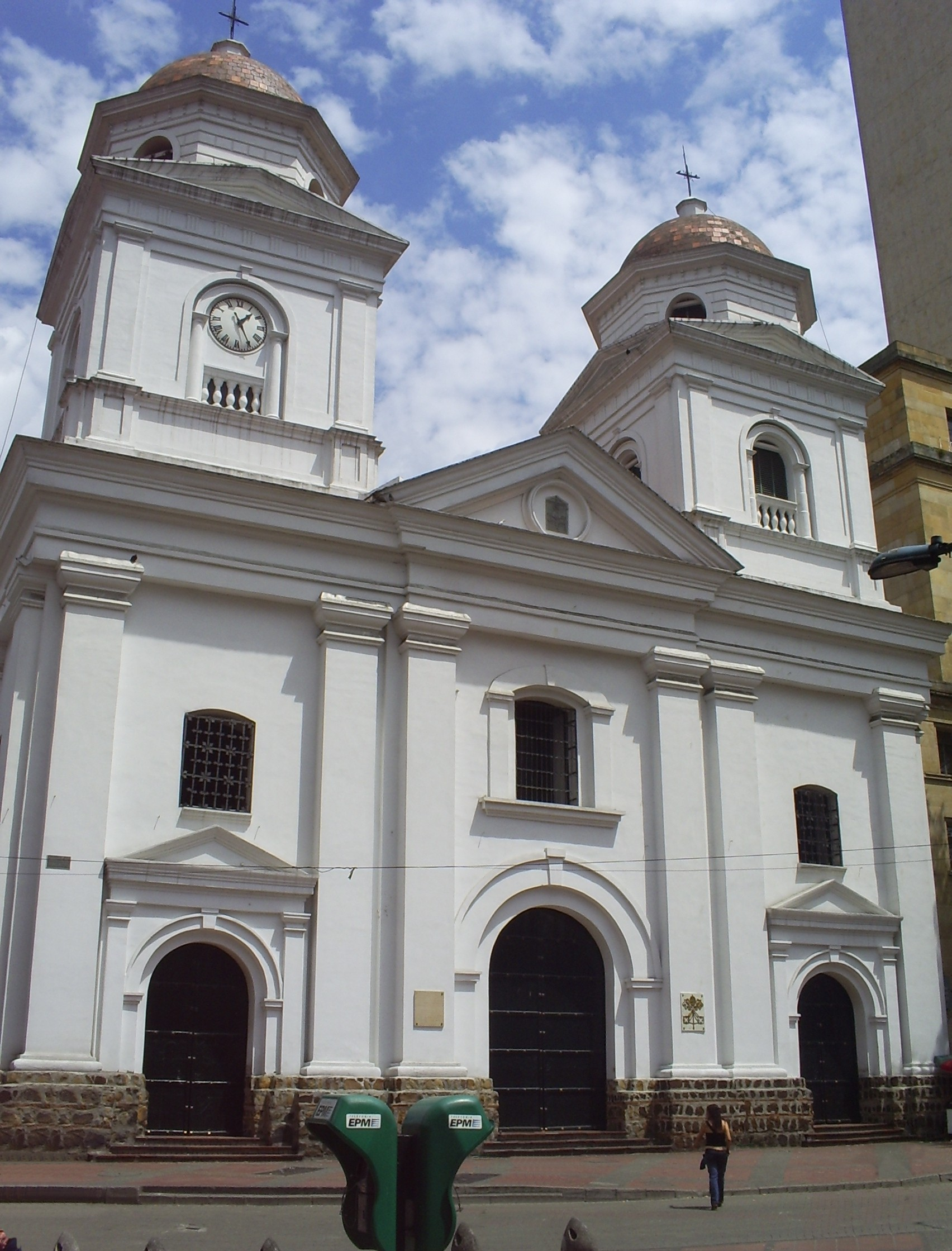
Voormalige kathedraal-basiliek van Medellín
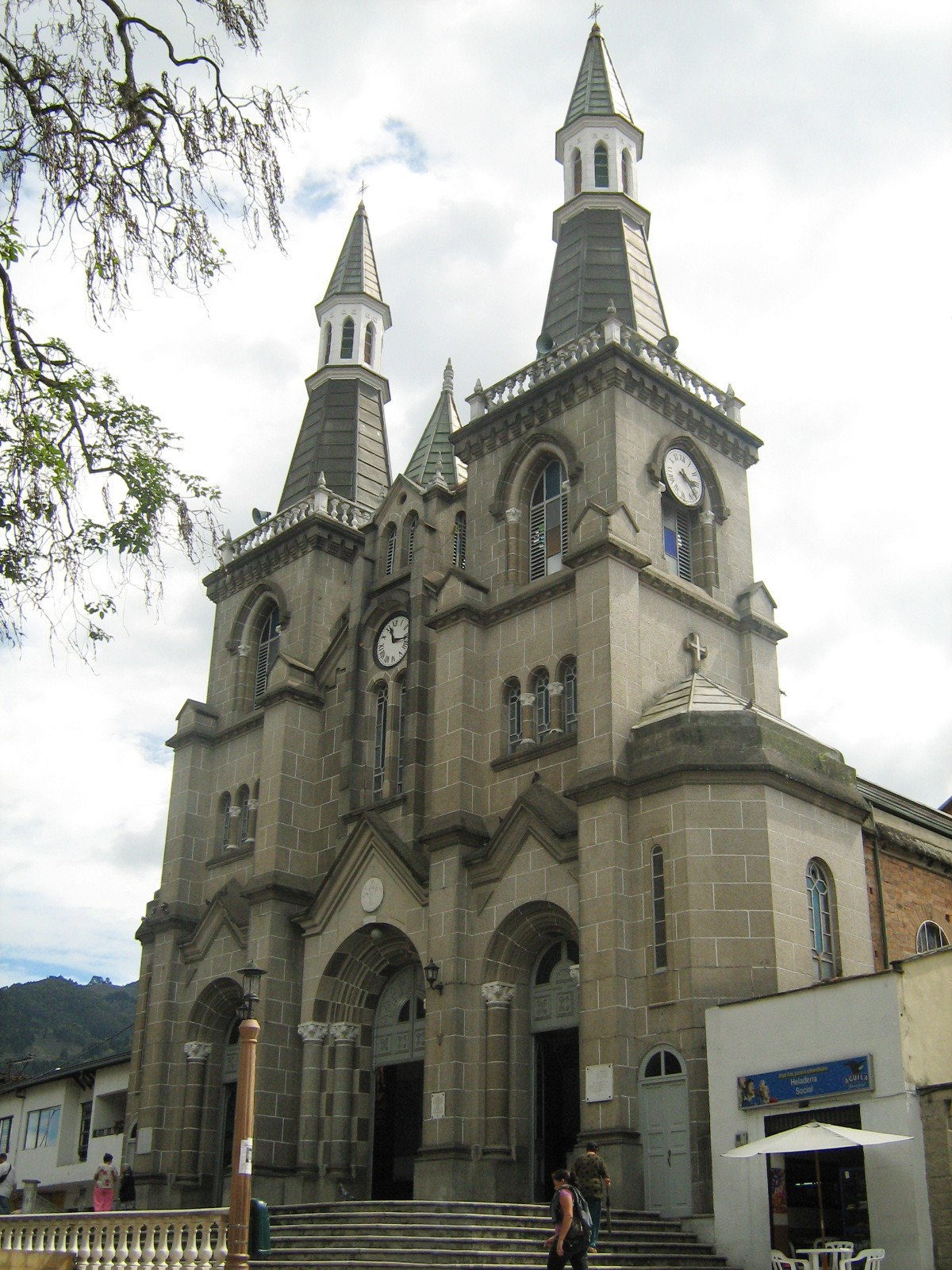
Basiliek Nuestra Señora del Rosario de Chiquinquira in La Estrella
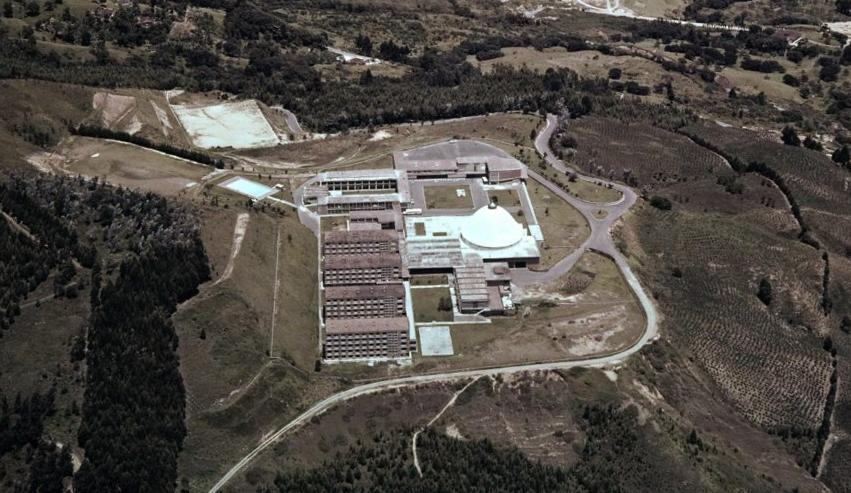
Grootseminarie van Medellín
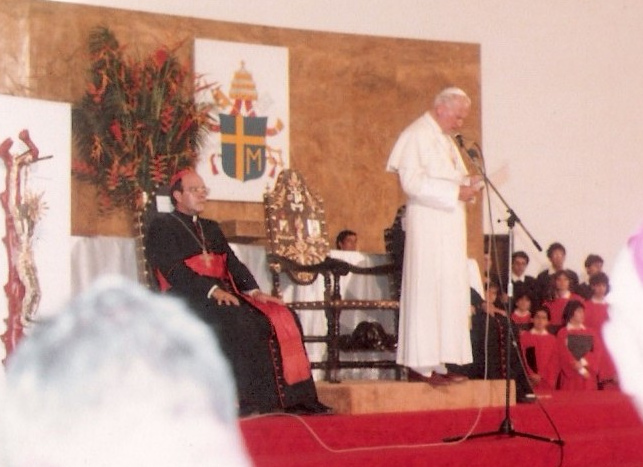
Paus Johannes Paulus II in Medellín in 1986
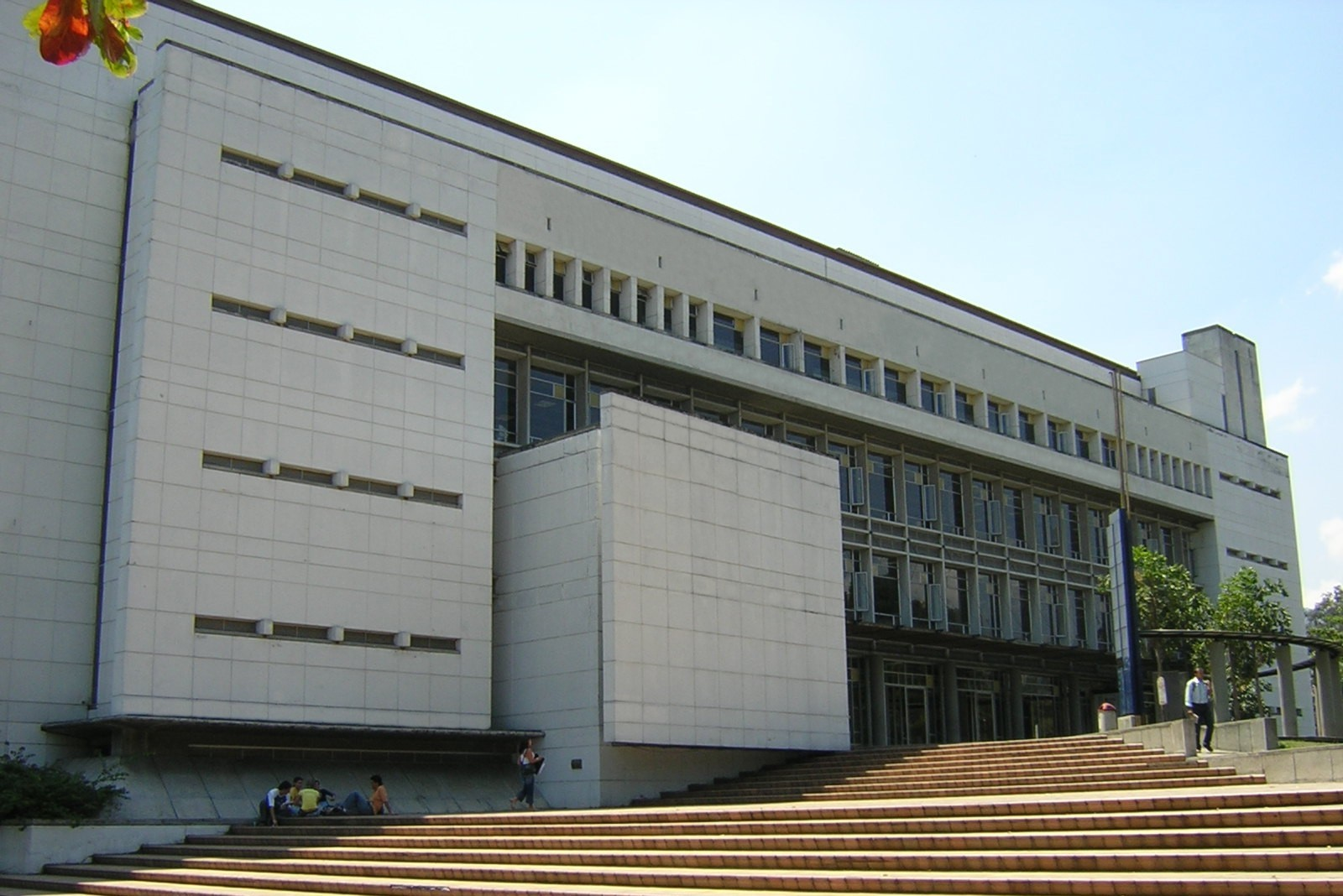
Hoofdgebouw van de bibliotheek van de Universidad Pontificia Bolivariana  in Medellín

Medellín (aartsbisdom) · Caldas · Girardota · Jericó · Sonsón-Rionegro